# Tandvärksstenen

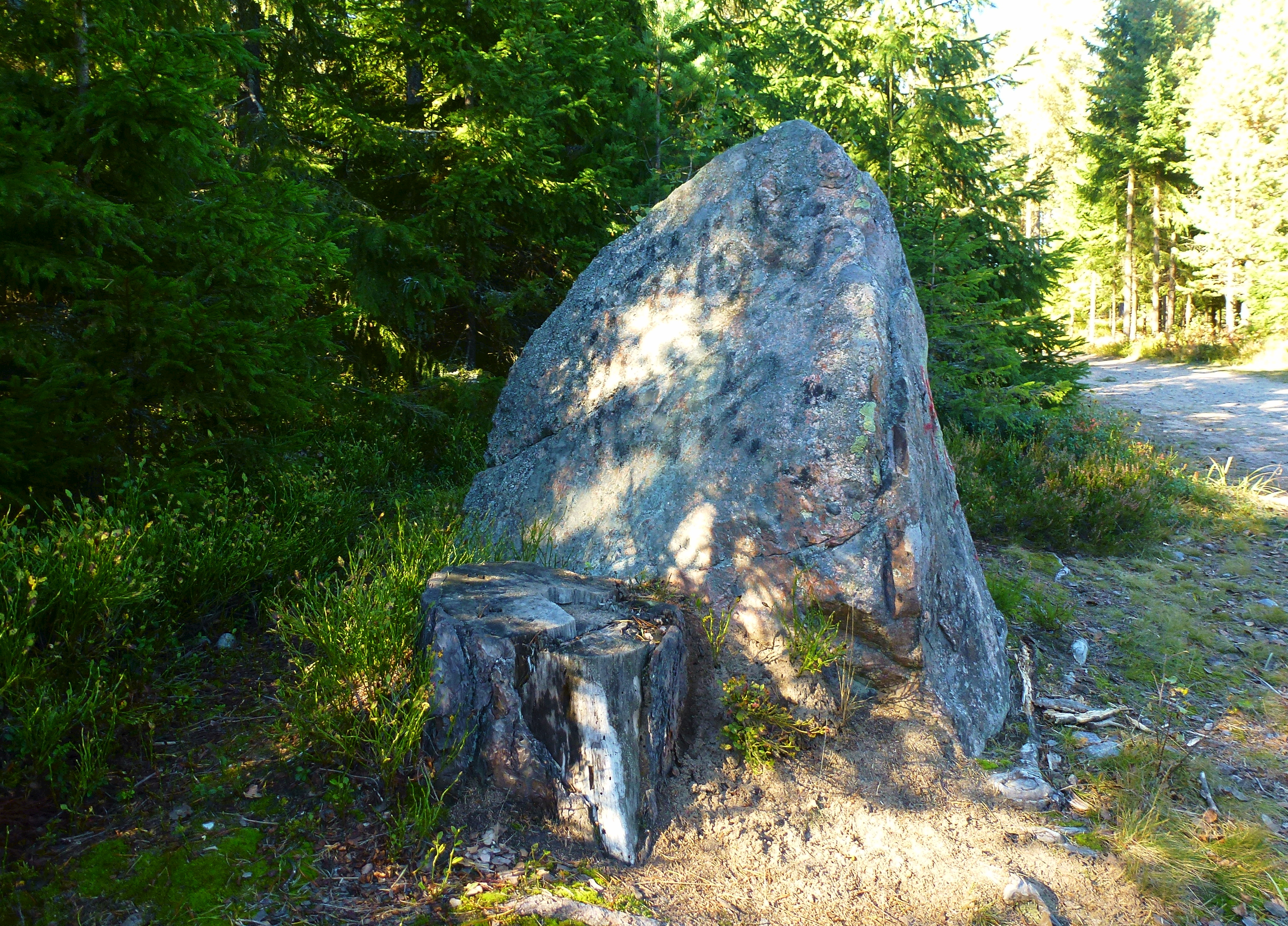
Tandvärksstenen i september 2015.

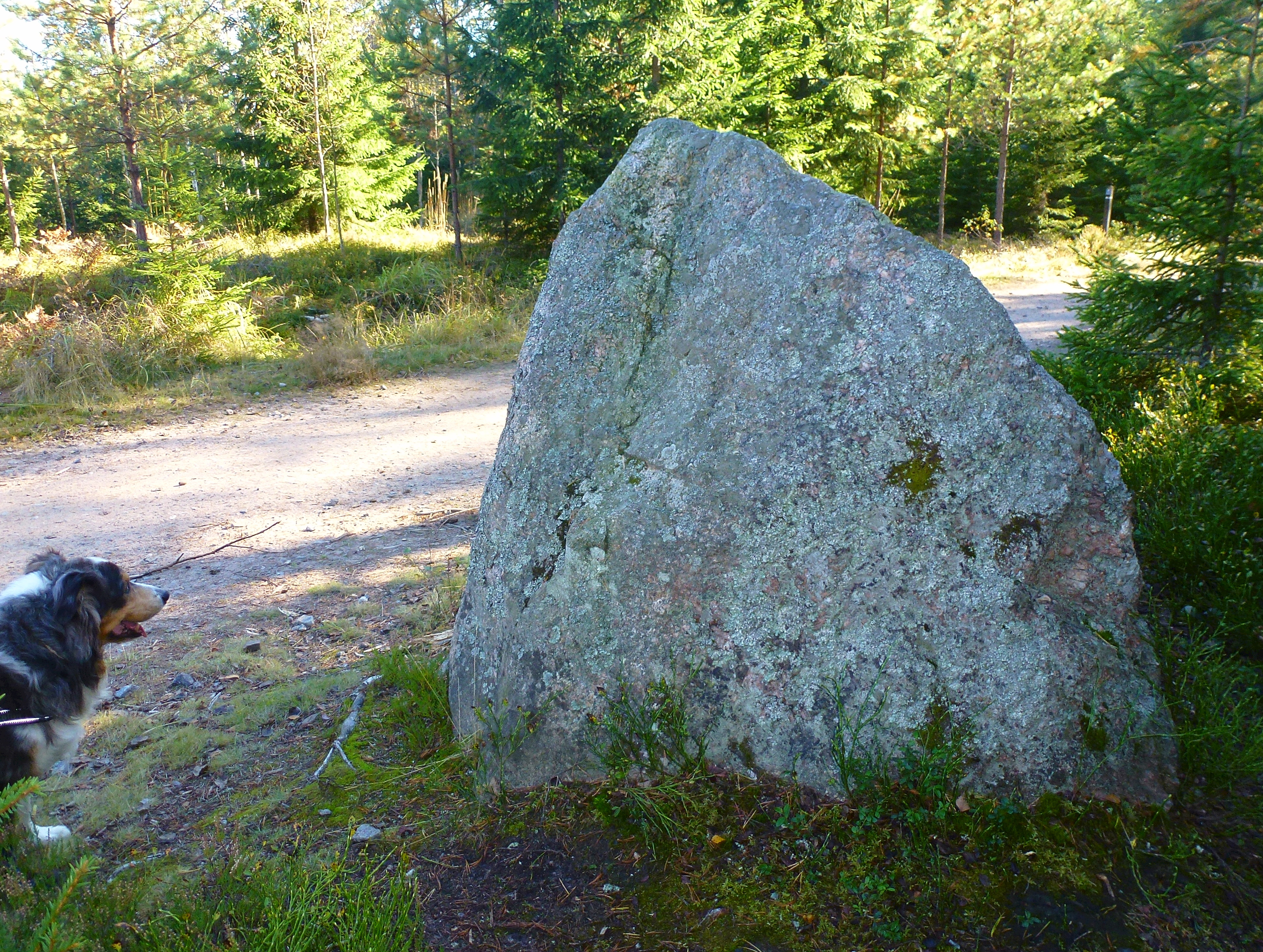
Tandvärksstenens norra sida.

Tandvärksstenen står i östra gränsen för naturreservatet Strålsjön – Erstavik i Nacka kommun. Enligt folktron kunde den bota tandvärk och vårtor. Stenen är ett fornminne med RAÄ-nummer Nacka 246.

## Beskrivning
Tandvärksstenen är ett större stenblock, ungefär 1,8 meter i diameter vid basen och 1,6 meter hög. Den är avsmalnande uppåt och har en spetsig topp. Stenen liknar i sin form en stor hörntand. Enligt Nacka hembygdsförening benämns stenen som en vårt- eller tandvärkssten.
För att bota tandvärk eller bli av med vårtor skulle man, enligt folktron, avvakta fullmåne och sedan springa vid midnatt sju varv motsols runt stenen. Samtidigt skulle man trycka en fläsksvål mot den värkande tanden eller mot vårtan. Därefter skulle man gräva ner fläsksvålen bakom stenens norra sida.

## Andra platser med folktro
- Smöjträd
- Stolltallen
- Trefaldighetskälla
- Offerkast